# Laviéville
Laviéville település Franciaországban, Somme megyében. Lakosainak száma 169 fő (2022. január 1.). Laviéville Bresle, Buire-sur-l’Ancre, Hénencourt, Millencourt és Ribemont-sur-Ancre községekkel határos.

## Népesség
A település népességének változása:
| Lakosok száma | 170  | 172  | 175  | 171  | 171  | 170  | 169  | 167  | 169  |
|               | 2013 | 2015 | 2016 | 2017 | 2018 | 2019 | 2020 | 2021 | 2022 |